# Südi Iringó
Südi Iringó (Budapest, 1982. szeptember 14. –) magyar versenytáncos

## Élete
Több profi táncversenyt is megnyert már. Sokak számára az RTL Klub Szombat esti láz című műsorából ismerős.
Elsős korában kezdett dzsesszbalettozni. Az RTL Klub Szombat esti láz című műsorában Hajas László, Somló Tamás, Stohl András, Istenes Bence és Heilig Gábor partnereként lett ismert Magyarországon. 2007. szeptember 24-én a százhalombattai sportcentrumban megnyitotta táncstúdióját, az Iringó Tánc Stúdiót.
2024-ben a TV2 Dancing with the Stars című műsorában Vomberg Frigyes oldalán táncol.

## Tánctanárai
- Jobbágy Judit, (most[mikor?] Sándor Judit a neve)
- Fásy Ildikó
- Novák Zsuzsa
- Bogdán Péter
- Franco Formica

## Partnerei

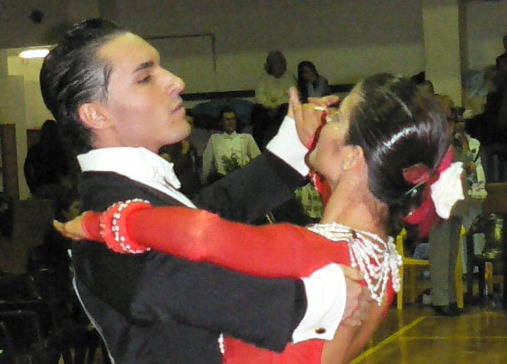
Angyal András partnereként 2006-ban

- Benkő Gábor
- Klinovics Attila
- Farkas Viktor
- Emmer Viktor
- Angyal András

## Külső hivatkozások
- Südi Iringó táncstúdiójának a honlapja
- Sztárlexikon
- Südi Iringó – mindhalálig tánc
- Iringó Tánc Studió - Gála (2008. június)
- Südi Iringó.lap.hu - linkgyűjtemény